# Herbert von Karajan
Herbert von Karajan, all'anagrafe Heribert Ritter von Karajan (IPA: [ˈhɛɐbɛɐt fɔn ˈkaʁaˌjan]; Salisburgo, 5 aprile 1908 – Anif, 16 luglio 1989), è stato un direttore d'orchestra austriaco.
È generalmente considerato uno dei più grandi direttori d'orchestra di tutti i tempi (secondo un sondaggio tra cento famosi direttori d'orchestra pubblicato dalla rivista "Classic Voice" nel dicembre 2011, il terzo dopo Carlos Kleiber e Leonard Bernstein). È ricordato come il direttore con il maggior numero di incisioni discografiche, in particolare con i Berliner Philharmoniker, che ha guidato per trentacinque anni, lasciandoli nel 1989.
La sua adesione al partito nazista ne determina l'allontanamento forzato dalla scena musicale al termine della seconda guerra mondiale; in seguito diventa direttore principale della Philharmonia Orchestra di Londra dal 1949 al 1960 e, nel 1954, approda alla direzione dei Berliner Philharmoniker, ruolo che manterrà a vita e comunque sino alle dimissioni formalizzate, per motivi personali, in data 29 marzo 1989.
Dal 1959 al 1964 ricopre il ruolo di direttore artistico all'Opera di Vienna; è ospite principale del Teatro alla Scala di Milano (direttore unico della stagione di Opera Tedesca) fino al 1964, ospite dell'Orchestra RAI di Roma per alcune sporadiche performance (tra cui il Pelléas et Mélisande di Débussy in forma di concerto, Il flauto magico in forma di concerto, l'oratorio A Child of our Time di Michael Tippett e altri); dal 1969 al 1971 diventa il direttore principale dell'Orchestre de Paris. Nel 1967 fonda il Festival di Pasqua di Salisburgo.
Perfezionismo estremo, capacità di ricerca e sperimentazione faranno di Karajan un interprete sempre all'avanguardia sia nei confronti del repertorio classico sia di quello contemporaneo.

## Biografia

### Genealogia
Herbert von Karajan apparteneva ad una famiglia nobile salisburghese di origine greca o arumena. Il suo trisavolo, Georg Johannes Karajannis (Γεώργιος Ἰωάννης Καραγιάννης), nacque a Vlasti (Kozani), una città sotto il dominio dell'allora Impero ottomano (oggi appartenente alla regione greca della Macedonia Occidentale) e nel 1767 partì per Vienna, per poi stabilirsi a Chemnitz in Sassonia.
Qui lui e suo fratello divennero due agiati e conosciuti commercianti di tessuti della Sassonia ed entrambi, il 1º giugno 1792, vennero ricompensati per i loro servigi con l'elevazione al rango di nobili, da Federico Augusto I di Sassonia. Il nome Karajannis divenne così Karajan.

### I primi anni

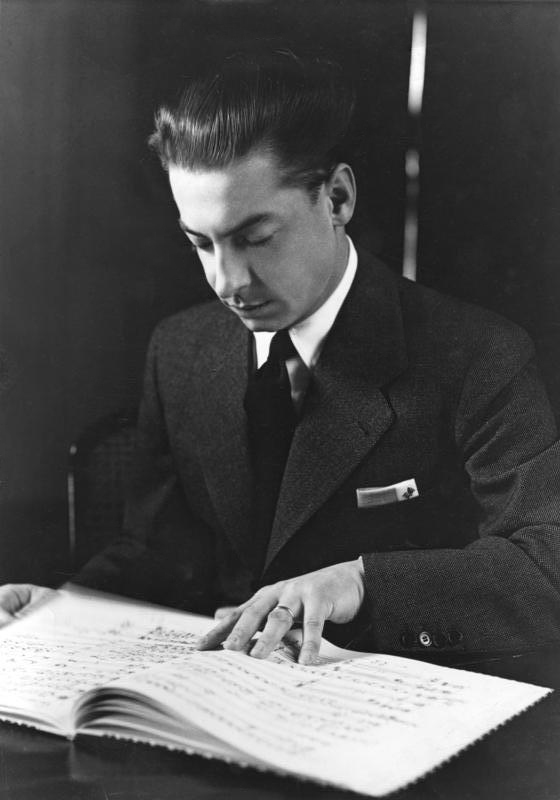
Herbert von Karajan nel 1938

Herbert von Karajan nacque a Salisburgo come Heribert Ritter von Karajan nel 1908. Era figlio secondogenito di Ernst Theodor Emanuel von Karajan (1868-1951) e di Martha Kozmac (1881-1954), originaria dell'odierna Slovenia. Il padre Ernst, medico di professione, era una figura di spicco della sanità salisburghese. Esercitava il ruolo di primario nel reparto di chirurgia generale di un ospedale del luogo ed era anche un buon clarinettista. Il giovane Karajan, che in origine avrebbe voluto fare l'ingegnere e si era persino iscritto al Politecnico a Vienna, dove studiò per soli due anni dal 1926 al 1928, dal 1916 al 1926 si formò al Mozarteum di Salisburgo, dove venne incoraggiato dal suo maestro Bernhard Paumgartner a studiare direzione d'orchestra anziché intraprendere la carriera di pianista.
Sulle orme del fratello Wolfgang, di due anni più grande, che in seguito diverrà ricercatore di elettrotecnica, nonché un buon organista (fonderà un piccolo ensemble, ma si farà soprattutto apprezzare come raffinato costruttore artigianale di organi, conosciuto soprattutto negli Stati Uniti dove in seguito emigrerà), il giovane Herbert intraprese lo studio del pianoforte a soli quattro anni; dopo un anno era già in grado di esibirsi in pubblico. A diciotto anni esordì come pianista professionista e a ventun anni inizia a sostenere le prime prove direttoriali.

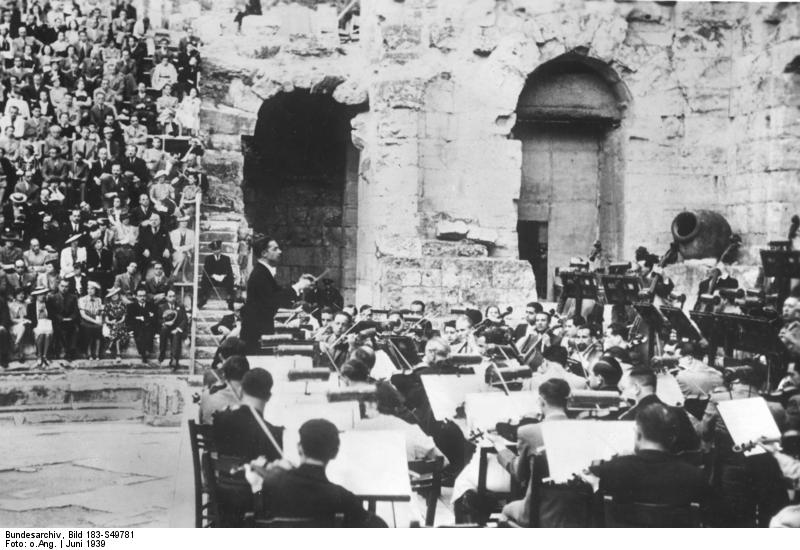
Karajan mentre dirige un concerto ad Atene nel Teatro di Erode Attico nel 1939

Dal 1926 studiò all'Universität für Musik und darstellende Kunst Wien pianoforte con Józef Hofmann e direzione d'orchestra con Franz Schalk.
Nel 1929 diresse Salomè nel Festspielhaus di Salisburgo e dal 1929 al 1934 ricoprì la carica di primo Maestro di cappella al teatro statale di Ulma, in Germania, dove il 2 marzo 1929 diresse la ripresa (nello Stadttheater di Ulm) di Le nozze di Figaro di Wolfgang Amadeus Mozart. Nel 1933 fece il suo debutto come direttore al Festival di Salisburgo, dirigendo le musiche per la Scena della notte di Walpurg nella produzione di Max Reinhardt del Faust. L'anno seguente diresse per la prima volta i Wiener Philharmoniker, sempre a Salisburgo.
Il 1933 fu anche l'anno nel quale venne ufficialmente ratificato l'ingresso di Karajan nel partito nazionalsocialista, sebbene venisse poi postdatato al 1935, quando egli presentò effettivamente domanda per entrarvi ('Aufnahmegruppe der 1933er, nachgereichte'). Dal 1935 al 1942 diresse concerti sinfonici ed operistici al teatro d'opera di Aquisgrana. Nel 1937 Karajan venne nominato "Generalmusikdirektor" (il più giovane della Germania) e fu direttore ospite a Bruxelles, Stoccolma, Amsterdam ed altre città.
Nel 1937 Karajan fece il suo debutto con i Berliner Philharmoniker e nel settembre 1938 nello Staatsoper Unter den Linden di Berlino con il Fidelio. Ottenne, però, un maggior successo con il Tristan und Isolde, ancora al Staatsoper Unter den Linden, nel mese di ottobre e venne acclamato dal noto critico berlinese Edwin van Der Null (che, a causa di questo commento ritenuto palesemente contrario all'altro divo del regime, Wilhelm Furtwängler, venne poi spedito sul fronte russo alla prima occasione e su ordine personale di Hermann Göring) come "Das Wunder Karajan" ("Il miracolo Karajan" - 1938). Stipulò un contratto con la Deutsche Grammophon: la sua prima registrazione fu l'Ouverture del mozartiano Die Zauberflöte, realizzata con la Staatskapelle Berlin nel 1938.

### Adesione al partito nazista
Un argomento da sempre controverso è l'adesione di Karajan al partito nazionalsocialista: Herbert von Karajan aderì al NSDAP nel 1933 a Salisburgo, dove era nato, diventandone il membro numero 1.607.525. Per celebrare l'annessione tedesca dell'Austria compose l'Anschluss Sonate e accettò di dirigere dei concerti nelle capitali europee occupate per festeggiare il trionfo militare, cosa che del resto fece anche Wilhelm Furtwängler (come testimoniano numerosi filmati). Dopo una esecuzione del Tristano e Isotta di Wagner alla quale assistettero Hermann Göring, Joseph Göbbels e soprattutto Adolf Hitler, un critico berlinese parlò di «Das Wunder Karajan», il «miracolo Karajan». I nazisti, in particolare Göbbels, iniziarono a usare Karajan come strumento per mettere in difficoltà Wilhelm Furtwängler, che non prese mai la tessera nazista. Ben presto, però, i rapporti tra Karajan e i nazisti si guastarono: Hitler non lo amava, preferendogli Furtwängler. Inoltre, ostili al cristianesimo, i nazisti proibirono che si suonasse musica sacra.
Karajan, per tutta risposta, mise in programma la Messa in Si minore di Johann Sebastian Bach. Il giovane direttore era inoltre un sostenitore di Paul Hindemith, le cui opere i nazisti ritenevano musica "degenerata". I rapporti di Karajan con Hitler e Göbbels si incrinarono ulteriormente a seguito di un incidente occorso nel 1940 a Berlino, durante una recita de I maestri cantori di Norimberga alla Staatsoper, in presenza del Führer che sedeva nel palco reale insieme a Eva Braun, il ministro Göbbels con la moglie Magda e i loro sei figli. Il baritono Rudolf Bockelmann, che recitava la parte del protagonista Hans Sachs, sbagliò vistosamente un ingresso, forse a causa del fatto di non essere completamente sobrio. Nonostante la pronta reazione di Karajan, il falso ingresso chiaramente non passò inosservato e Hitler attribuì la colpa dell'errore al direttore, invitandolo a non dirigere più a memoria; nei successivi concerti Karajan trovò la partitura sul leggio, ma si limitò a capovolgerla e continuò a dirigere a memoria.
Nel 1941 Karajan diresse I maestri cantori di Norimberga al Teatro dell'Opera di Roma. Da quell'anno al 1945 fu il direttore musicale allo Staatsoper Unter den Linden di Berlino. I rapporti si guastarono definitivamente quando il 22 ottobre 1942 Karajan sposò in seconde nozze Anita Gütermann, di origini ebraiche (Viertel-Jüdin), l'unica erede di una famiglia di industriali che producevano cucirini di seta. In precedenza, Karajan aveva sposato nel luglio del 1938 il soprano d'operetta Elmy Holgerlöf, originaria di Friburgo in Brisgovia, dalla quale divorziò quattro anni dopo.
Con la Gütermann, Karajan convivrà per 16 anni fino al 1958, anno in cui conobbe nell'estate, durante un fine settimana a Saint-Tropez in Costa Azzurra, a bordo di uno yacht, la diciottenne francese Eliette Mouret, una ragazza bionda orfana di padre, che era stata scoperta e ingaggiata dallo stilista Christian Dior in qualità di fotomodella e per il quale aveva già iniziato a posare per il suo atelier a Parigi poco tempo prima. Karajan ed Eliette Mouret, in seguito divenuta una nota mecenate di spettacolo a Salisburgo, ma con la passione della pittura che in gioventù praticava frequentemente anche seguendo i preziosi consigli del pittore francese Marc Chagall, si sposarono nell'ottobre di quello stesso anno, dopo un incontro singolare e travolgente. Dall'unione nacquero due figlie, Isabelle e Arabelle, rispettivamente nel 1960 e nel 1964.

### Gli anni successivi alla guerra e la morte
Dopo il matrimonio con Anita Gütermann, alcuni amici consigliarono a Karajan di fuggire dalla Germania. Seguirono alcuni anni bui, nei quali Karajan e la moglie si rifugiarono in Italia, inseguiti sia dai nazisti sia dagli anglo-americani. Dopo la guerra, Karajan dovette subire un processo di de-nazificazione, nel corso del quale non poté dirigere per alcuni mesi. Il primo incarico gli fu conferito nel 1946 al Festival di Lucerna e Karajan serbò gratitudine a Lucerna per tutta la vita. Non dimenticò mai quel gesto ed ogni fine estate tornò a Lucerna fino al 1988, a pochi mesi dalla morte. Tornò sul podio nel 1946 per dirigere il suo primo concerto dalla fine della guerra a Vienna con i Wiener Philharmoniker, ma dovette successivamente subire, da parte delle autorità d'occupazione russe, il divieto di prender parte ad altri pubblici concerti in qualità di direttore a causa della sua passata appartenenza al partito nazista.
Nell'estate dello stesso anno partecipò anonimamente al Festival di Salisburgo, curando la concertazione di una rappresentazione de Le nozze di Figaro. L'anno successivo ottenne il permesso di riprendere la sua attività di direttore. In questo periodo scrisse alcune opere di musica da camera. A Salisburgo nel 1948 diresse i Wiener Philharmoniker ne Le nozze di Figaro con Elisabeth Schwarzkopf e Giuseppe Taddei, Orfeo ed Euridice di Gluck ed Ein deutsches Requiem e nel 1949 la Sinfonia n. 9 di Beethoven con Boris Christoff e la Messa da requiem di Verdi.
Nel 1948 Karajan divenne direttore artistico della Gesellschaft der Musikfreunde di Vienna e quindi direttore stabile della Orchestra Sinfonica di Vienna fino al 1960; diresse anche l'orchestra del Teatro alla Scala di Milano. Tuttavia la sua attività principale in questo periodo furono le sessioni di registrazione a Londra con la neonata Philharmonia Orchestra, l'orchestra fondata da Walter Legge, di cui divenne direttore principale dal 1949 al 1960.
Nel 1951 diresse la prima rappresentazione in forma di concerto al Musikverein - nella Goldene Halle - di Aida di Giuseppe Verdi (Dragica Martinis nel ruolo principale). Karajan mai diresse alla Volksoper. Sempre nel 1951 e nel 1952 incise il terzo atto de Die Walküre per la Columbia a Bayreuth, a seguito delle grandi rappresentazioni da lui dirette per il primo anno del Festival. Ancora nel 1951 diresse al Festspielhaus di Bayreuth L'oro del Reno con Elisabeth Schwarzkopf, Die Walküre con Astrid Varnay, Siegfried con Wilma Lipp, Il crepuscolo degli dei ed I maestri cantori di Norimberga, e nel 1952 Tristano e Isotta; al termine dell'ultima rappresentazione di quest'ultima, litigò furiosamente con l'allora direttore artistico del teatro Wieland Wagner, a causa della regia dell'opera curata da Wagner stesso. Dopo quella occasione Karajan non ritornò mai più a Bayreuth.
Nel 1954, venne nominato direttore musicale a vita dei Berliner Philharmoniker, come successore di Wilhelm Furtwängler. Nel 1956 dirige prima alla Scala, poi alla RIAS di Berlino ed infine alla Staatsoper di Vienna la ripresa di Lucia di Lammermoor di Gaetano Donizetti. Dal 3 al 9 agosto 1956 dirige alla Scala di Milano la registrazione de Il trovatore di Giuseppe Verdi con Maria Callas nel ruolo di Leonora e Giuseppe Di Stefano in quello di Manrico. Dal 1956 al 1964 assunse anche l'incarico di direttore artistico della Wiener Staatsoper succedendo a Karl Böhm.
Nel 1967 diede vita anche al Festival di Pasqua, e nel 1973 al Festival di Pentecoste sempre a Salisburgo, in cui per la prima volta i Berliner Philharmoniker suonavano in un teatro, accompagnando cantanti direttamente sulla scena; Karajan stesso investiva parte dei propri soldi, rischiando in proprio, e non veniva scritturato, come invece accadeva per i direttori ospiti; la direzione artistica sarebbe rimasta responsabilità del direttore artistico dei Berliner Philharmoniker anche dopo la sua reggenza.
Il 1967 è anche l'anno in cui debuttò al Metropolitan Opera di New York dirigendo La Valchiria. Il rapporto con i filarmonici berlinesi iniziò a degenerare pian piano quando egli impose l'assunzione della clarinettista Sabine Meyer al fianco di Karl Leister contro il voto orchestrale che non gradiva la presenza della Meyer a causa del suo timbro tipicamente solistico e non orchestrale (le donne erano già state ammesse in orchestra con la violinista Madeleine Carruzzo nel 1981).
Il fatto che Karajan stesse pian piano sostituendo la filarmonica tedesca con quella viennese (ma in realtà le pessime condizioni di salute divennero un alibi) provocò la rescissione in tronco del contratto di Karajan nel 1984, e da quel momento i Wiener Philharmoniker sostituirono i Berliner Philharmoniker in tutte le produzioni video sino alla fine dell'estate del 1987. Ma i berlinesi attesero la morte del maestro per nominare il nuovo direttore (Claudio Abbado). Nonostante ciò Karajan continuò a esibirsi, dirigere ed incidere prolificamente: all'inizio del 1987 i Wiener Philharmoniker gli proposero di dirigere il celebre Concerto di Capodanno di Vienna, mentre nel 1988, anno quest'ultimo durante il quale diresse assai poco, soltanto tre concerti estivi, eseguì una memorabile e molto emozionante interpretazione dell'Ein deutsches Requiem di Brahms al Grosses Festspielhaus.
L'ultima definitiva apparizione in pubblico risale a domenica 23 aprile del 1989 nella sala d'oro del Musikverein con un'esecuzione della Settima sinfonia di Anton Bruckner insieme ai Wiener Philharmoniker, da cui in seguito verrà tratta l'ultimissima sua incisione discografica. Herbert von Karajan è morto il 16 luglio 1989 nella sua villa situata nel sobborgo di Anif, alle porte di Salisburgo, all'età di 81 anni a causa di un arresto cardiaco; nell'inverno di quello stesso anno aveva anche iniziato a curare con i complessi dell'Opera di Stato di Vienna - con i quali non collaborava più da quasi 13 anni - una nuova produzione per il Festival estivo di Salisburgo dell'opera Un ballo in maschera di Giuseppe Verdi, che tuttavia non riuscì a dirigere in scena. Da tempo soffriva di artrite reumatoide. È sepolto nel piccolo cimitero di Anif presso Salisburgo. Il suo necrologio su The New York Times lo descrive così:
(The New York Times)

## Gli hobby e i motori
Herbert Von Karajan era un grande appassionato di barche a vela, di automobili e di aerei. Fu armatore di numerosi velieri, tra cui l'ultimo in suo possesso fu un Maxi Racer, il "Helisara VI". Con questo yacht, lungo 79 piedi, largo 17 piedi e un albero alto 98 piedi, Karajan vinse diverse regate. Amava molto la Porsche di cui ha posseduto due 959 prodotte in serie limitata di 300 esemplari. La prima prese fuoco e andò distrutta. Era anche un appassionato ferrarista di cui possedette tra le tante una 275 GTB e una Ferrari 250 GT lusso. Celebre anche la sua frase: "il suono di una 12 cilindri va ascoltato come una sinfonia". Conseguì vari brevetti da pilota di aerei, e anche uno per elicotteri. Durante la sua vita fu proprietario di sei aerei privati, tra cui un Beechcraft bi-turboelica e due jet: un Lear e un Dassault Falcon 10.

## Musica

### Opere e stile

#### Il "suono di Karajan"
I critici e gli appassionati sono generalmente concordi nell'affermare che Karajan avesse il dono di saper estrarre un suono magnifico dall'orchestra. I commenti invece discordano sul come questo suono di Karajan fu applicato dal maestro. Il critico statunitense Harvey Sachs così commenta l'approccio di Karajan:
(Harvey Sachs)

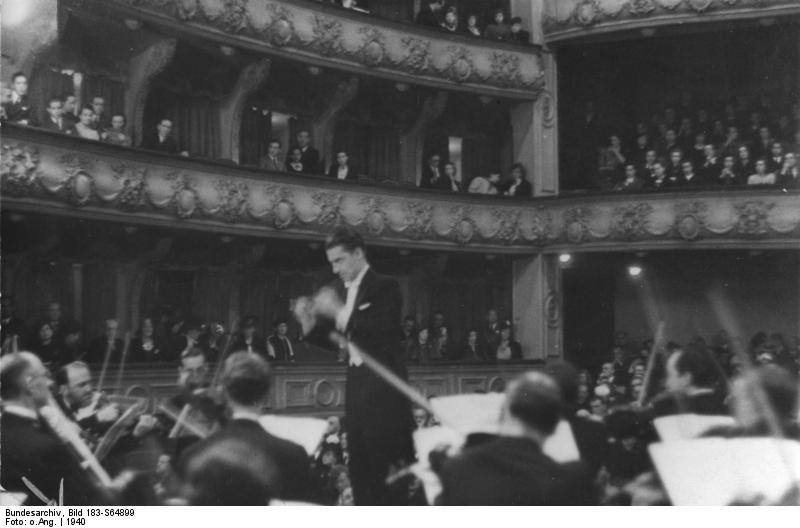
Karajan mentre dirige un concerto a Madrid nel 1940

Questo stile caratteristico colpì molti ascoltatori spingendoli però a gradire in modo diverso musiche di epoche differenti. Tra le numerosissime registrazioni di von Karajan quelle che generalmente suscitano maggiore ammirazione sono quelle del repertorio romantico, come le registrazioni delle sinfonie di Beethoven del 1962. Molto più controverse le sue esecuzioni operistiche, dove tuttavia non mancano eccezioni, o le sue interpretazioni barocche o del periodo classico.
Due recensioni rappresentative di questo vengono dalla diffusissima guida edita da Penguin Books:
- Parlando di una registrazione del Tristano e Isotta di Wagner, un classico del periodo romantico, gli autori scrivono che "Quella di Karajan è una esecuzione sensuale di uno dei capolavori di Wagner, carezzevolmente splendida e suonata superbamente dalla Filarmonica di Berlino... una eccellente prima scelta".
- A proposito della registrazione delle sinfonie parigine di Haydn gli stessi autori scrivono: "Haydn stile big-band... Non c'è bisogno di dire che la qualità dell'esecuzione orchestrale è superba, ma ci sono dei passaggi così bandistici da far pensare più alla Berlino imperiale che a Parigi... I minuetti sono indubbiamente molto lenti... Queste interpretazioni sono troppo prive di fascino e di grazia per poterle raccomandare di cuore".[13]

#### Le sinfonie di Beethoven
Le registrazioni delle sinfonie di Ludwig van Beethoven dirette da Karajan sono state una sorta di termometro della sua attività e maturazione artistica. La prima integrale risale al 1952-1957, incise per la EMI con la Philharmonia Orchestra; esse sono caratterizzate da una propensione per l'aspetto ritmico e nervoso di ognuna delle sinfonie, con il culmine emotivo posto non nell'ultima sinfonia, ma nella 7ª, in cui il ritmo è evidentemente l'elemento principale di tutta l'interpretazione. La cifra interpretativa di questa prima integrale beethoveniana si può individuare nella baldanza ritmica e coloristica di un giovane direttore.
Ma la vera maturità la si trova chiara dell'integrale incisa per la Deutsche Grammophon, a capo dei Berliner Philharmoniker nel 1962; esse sono tuttora considerate un punto di riferimento per qualunque esecuzione, anche successiva. Nel 1972 il Consiglio d'Europa scelse l'introduzione strumentale dell'inno alla gioia di Beethoven come inno ufficiale dell'Unione europea: l'interpretazione ufficiale fu affidata a Karajan che ne scrisse tre arrangiamenti: uno per pianoforte, uno per strumenti a fiato e uno per orchestra sinfonica.

#### Musica contemporanea
Nel campo della musica contemporanea, a Karajan fu rimproverato di aver diretto e registrato perlopiù musica precedente al 1945 (Gustav Mahler, Arnold Schönberg, Alban Berg, Anton Webern, Béla Bartók, Jean Sibelius, Pietro Mascagni, Richard Strauss, Giacomo Puccini, Arthur Honegger, Sergei Prokofiev, Claude Debussy, Paul Hindemith, Carl Nielsen ed Igor' Fëdorovič Stravinskij), ma registrò la Decima Sinfonia di Dmitri Shostakovich (1953) due volte, la prima viennese del 1960, anche documentata su disco, de Assassinio nella cattedrale di Ildebrando Pizzetti (1958), e diresse la prima di "De temporum fine comoedia " di Carl Orff nel 1973.
Notare bene che quando Karajan diresse per la prima volta musica di Ravel, Bartok, Stravinsky, Honegger e lo stesso Strauss, per non parlare di Orff o di Winberger o Penderecky, erano passati meri 10/12 anni dagli anni di prima esecuzione di quegli stessi lavori. Dunque si parlava tout court di musica contemporanea, che Karajan diresse regolarmente quando il repertorio di altri direttori ben più famosi (in primis Furtwängler ma anche Toscanini) non andava oltre Stravinsky ma nei casi davvero limite. Indi Karajan fu un grandissimo alfiere della musica contemporanea, musica che adesso però per noi non è più contemporanea bensì moderna.

### Comportamento professionale
Alcuni critici, fra cui Norman Lebrecht, accusarono Karajan di aver iniziato una spirale inflazionistica per quanto riguarda i compensi pagati agli artisti: alla direzione di teatri e orchestre sovvenzionati da finanziamenti pubblici (Wiener Philharmoniker, Berliner Philharmoniker, Festival di Salisburgo), è accusato di aver pagato eccessivamente gli artisti ospiti ed il suo onorario: Karajan alzò il prezzo molto al di sopra di quelli normalmente praticati dagli altri direttori, nonostante proprio lo stesso Lebrecht nel saggio The Myth of the Maestro avesse osservato che Karajan a Berlino si faceva pagare una cifra molto ragionevole (10.000 Marchi a concerto), mentre altri direttori alzavano clamorosamente il loro cachet.
Ma il cachet di Karajan a Berlino doveva restare comunque non superabile: unica eccezione - peraltro non verificatasi per altri motivi - quella di Carlos Kleiber nel 1979 che pretendeva, per la sua prima apparizione con i Philharmoniker, 15.000 Marchi a concerto nel 1979 e il cui onorario venne comunque accettato sia da Karajan che dall'allora intendente dei Berliner, Stresemann (conf. The Karajan Dossier - by Klaus Geitel - 1981 - non edito in Italia). Kleiber comunque cancellò l'impegno proprio perché Stresemann non era totalmente convinto della cifra in più (dicendo "devo chiedere a mia moglie Stanka - (Brezovar) - se accettare...". Kleiber sparì e tornò alla Philharmonie solo nel 1993).

### Karajan e il compact disc
Karajan giocò un ruolo importante nello sviluppo della tecnologia per la registrazione e la riproduzione audio in digitale (circa 1980). Egli fu il campione di questa nuova tecnologia, vi riversò tutto il suo prestigio e fu presente alla prima conferenza stampa che annunciava il nuovo formato. I primi prototipi di CD avevano una capacità di circa 60 minuti, ma una leggenda metropolitana vuole che siano stati portati a 74 per adattarvi la Nona sinfonia di Beethoven diretta dal maestro.

## Karajan e Kubrick
La registrazione per l'etichetta DG di Sul bel Danubio blu di Johann Strauss fu usata dal regista Stanley Kubrick per una famosa sequenza del film 2001: Odissea nello spazio, qui Kubrick sincronizzò le sequenze visive con la musica preregistrata: l'opposto delle normali procedure di sonorizzazione. L'effetto prodotto da questo singolare accostamento fu che il grande pubblico cominciò ad associare questo tipo di musica con le stazioni spaziali (come si vede nel film) più che con la danza, il valzer, come era nell'intenzione del compositore. Inoltre, Kubrick usò, per le sequenze iniziale e finale del film, una registrazione di Così parlò Zarathustra di Richard Strauss diretta da Karajan con i Wiener Philharmoniker (Decca, 1959), in merito alla quale, per motivi di diritti, nessuna segnalazione in titoli di coda venne inserita dalla postproduzione del film, dando al brano di Strauss una notorietà che non aveva mai avuto.
Alcuni anni dopo, sempre Kubrick usò ancora una registrazione di Karajan, questa volta la Musica per archi, percussioni e celesta di Béla Bartók in Shining. In ogni caso c'è da notare che, contrariamente a quanto credono molti, a causa probabilmente sia della preferenza di Kubrick per le esecuzioni di Karajan sia per la notorietà del maestro, l'estratto dalla nona sinfonia utilizzato nel film Arancia meccanica non è di Karajan, ma di Ferenc Fricsay.

## Concerti e discografia
Per i dati riguardanti i concerti dal vivo realizzati da Karajan e la sua discografia completa, è possibile consultare l'Archivio del Karajan Centrum (con scelta della lingua, tedesca o inglese) Archiviato il 18 febbraio 2021 in Internet Archive.

## CD
- Adam, Giselle - Decca
- Bach, Conc. brand. n. 1-3/Suite n. 3 - Deutsche Grammophon
- Bach, Conc. brand. n.1-6 - Deutsche Grammophon
- Bach, Conc. brand. n.1-6/Suites o. - Deutsche Grammophon
- Bach, Messa in si min. - Janowitz/Ludwig/Kerns, Deutsche Grammophon
- Bach, Passione Matteo - Schreier/Janowitz, Deutsche Grammophon
- Beethoven, Conc. vl. - Mutter, Deutsche Grammophon
- Beethoven, Ouvertures (compl.) - Deutsche Grammophon
- Beethoven, Sinf. n. 1-9 (1963) - Berliner Philharmoniker/Janowitz/Rössl-M., Deutsche Grammophon - Grammy Award for Best Orchestral Performance 1979
- Beethoven, Sinf. n. 1-9 (1985)/Conc. pf. n.1-5/Conc. vl./Triploconcerto/Missa solemnis/Ouvertures - Eschenbach/Weissenberg/Mutter/Yo Yo Ma/Zeltser, Deutsche Grammophon
- Beethoven, Sinf. n. 1-9/Ouvertures - Deutsche Grammophon
- Beethoven, Sinf. n. 9 - Perry/Cole/Baltsa, Deutsche Grammophon
- Beethoven, Sinf. n. 9 - Baltsa/Schreier, Deutsche Grammophon
- Beethoven, Sinf. n. 9/Ouv. Coriolano - Janowitz/Kmennt/Berry, Deutsche Grammophon
- Beethoven, Triploconc./Egmont/Coriolano - Zoltser/Mutter/Ma, Deutsche Grammophon
- Beethoven Mozart, Missa solemnis/Messa K.317 - Wunderlich/Tomowa-S., Deutsche Grammophon
- Berlioz, Sinfonia fantastica/Dannaz. Faust - Deutsche Grammophon
- Bizet, Carmen - Baltsa/Carreras/VanDam, Deutsche Grammophon
- Bizet, Carmen - Franco Corelli/Mirella Freni/Robert Merrill/Leontyne Price/Wiener Philharmoniker, 1964 BMG RCA - Grammy Award for Best Opera Recording 1965
- Bizet, Carmen - Jon Vickers/Grace Bumbry/Mirella Freni/Justino Diaz, 1967 - ORFEO
- Brahms, Conc. vl./Conc. vl. e vlc. - Mutter/Meneses, Deutsche Grammophon
- Brahms, Requiem tedesco - Janowitz/Wächter, Deutsche Grammophon
- Brahms, Requiem tedesco - Hendricks/Van Dam, Deutsche Grammophon
- Brahms, Sinf. n. 1-4 - BPO, 1986/1988 Deutsche Grammophon
- Brahms Beethoven, Conc. vl./Triplo conc. - Mutter/Zeltser/Ma, Deutsche Grammophon
- Brahms Dvorak, Danze ungh./Danze slave - Deutsche Grammophon
- Brahms Dvorak Borodin, Danze ungh./Slave/Polovesiane - Deutsche Grammophon
- Brahms Grieg, Conc. pf. n. 2/Conc. pf. op.16 - Anda/Kubelik, Deutsche Grammophon
- Brahms Schumann, Sinf. n. 1/Sinf. n. 1 - Deutsche Grammophon
- Bruckner, Sinfonie 1-9 (Berl.Phil.) - Deutsche Grammophon
- Bruckner, Sinf. n. 7 (Wiener Phil.) - Deutsche Grammophon
- Bruckner, Sinf. n. 8 (WienerPhil.)- Deutsche Grammophon
- Bruckner, Sinf. n. 9 (Wiener Phil.Edizione speciale 150 anni WP) - Deutsche Grammophon
- Čajkovskij, Conc. pf. n. 1/Variaz. Rococò - Richter/Rostropovich, Deutsche Grammophon
- Čajkovskij, Conc. vl. - Mutter, Deutsche Grammophon
- Čajkovskij, Lago dei cigni/Bella/Schiaccianoci - Decca
- Čajkovskij, Ouv. 1812/Ser. archi/Polonaise - Deutsche Grammophon
- Čajkovskij, Romeo/Schiaccianoci - Deutsche Grammophon
- Čajkovskij, Sinf. n. 1-3/Capr. It./Marcia slava - Deutsche Grammophon
- Čajkovskij, Sinf. n. 1-6/Conc. vl./Romeo - Deutsche Grammophon
- Čajkovskij, Sinf. n. 1-6/Ouv. 1812/Ser. per archi/Eugen Onegin - Deutsche Grammophon
- Čajkovskij, Sinf. n. 4, 5, 6 - Deutsche Grammophon
- Čajkovskij Dvorak, Seren. archi - Deutsche Grammophon
- Čajkovskij Dvorak, Var. rococò/Conc. vlc. - Rostropovich, Deutsche Grammophon
- Čajkovskij Rachmaninov, Conc. pf. n. 1/Conc. pf. n. 2 - Richter/Wislocki, Deutsche Grammophon
- Čajkovskij Rachmaninov, Conc. pf. n. 1/Prel. op.23, 32 - Richter, Deutsche Grammophon
- Čajkovskij Scriabin, Conc. pf. n. 1/Pezzi pf./Studi - Kissin, Deutsche Grammophon
- Debussy Musorgskij Ravel, Mer/Quadri di un'esp./Bolero - Deutsche Grammophon
- Debussy Ravel, Mer/Prelude/Bolero/Daphnis - Deutsche Grammophon
- Debussy Ravel, Mer/Prelude/Pavane/Daphnis - Deutsche Grammophon
- Donizetti, Lucia di Lammermoor - Callas/Di Stefano/Modesti - 1954 Melodram
- Donizetti, Lucia di Lammermoor - Callas/Di Stefano/Zaccaria - 1955 EMI
- Dvorak, Sinf. n. 9/Danze slave - Deutsche Grammophon
- Dvorak Brahms, Sinf. n. 8/Sinf. n. 3 - Decca
- Dvorak Smetana, Sinf. n. 9/Moldava - Deutsche Grammophon
- Grieg, Peer Gynt/Holberg/Sigurd Jors. - Deutsche Grammophon
- Grieg Nielsen, Peer Gynt n. 1-2/Conc. pf. - Kubelik/Anda, Deutsche Grammophon
- Grieg Sibelius, Peer Gynt/Cigno/Finlandia - Deutsche Grammophon
- Grieg Sibelius, Peer Gynt/Pelléas - Deutsche Grammophon
- Händel, Conc. grossi op.6 - Berliner Philharmoniker, Deutsche Grammophon
- Haydn, Creazione - Janowitz/Wunderlich/Prey/Borg, Deutsche Grammophon
- Haydn, Creazione - Janowitz/Ludwig/Berry/Fischer-Dieskau/Wunderlich/Krenn, Deutsche Grammophon
- Haydn, Creazione - Mathis/Araiza/van Dam, Deutsche Grammophon
- Haydn, Sinf. Parigine n. 82-87 - Berliner Philharmoniker, Deutsche Grammophon
- Haydn, Sinf. Londinesi n. 93-104 - Berliner Philharmoniker, Deutsche Grammophon
- Holst, Pianeti - Decca
- Honegger Stravinskij, Sinf. n. 2, 3/Conc. per archi - Deutsche Grammophon
- Lehár Suppé, Vedova allegra/Ouvertures - Kélémén/Stratas/Kollo, Deutsche Grammophon
- Liszt, Mus. per orch. - Cherkassky, Deutsche Grammophon
- Liszt, Preludes/Raps. 2, 4 e 5/Fant. su temi ungheresi - Cherkassky, Deutsche Grammophon
- Liszt Sibelius Smetana, Preludes/Pelléas/Moldava - Deutsche Grammophon
- Liszt Smetana, Preludes/Mazeppa/Moldava - Deutsche Grammophon
- Mahler, Lied von der Erde - Ludwig/Kollo, Deutsche Grammophon
- Mahler, Sinf. n. 4 - Mathis, Deutsche Grammophon
- Mahler, Sinf. n. 5 - Deutsche Grammophon
- Mahler, Sinf. n. 6/Rückert Lieder - Ludwig, Deutsche Grammophon
- Mahler, Sinf. n. 9 - Deutsche Grammophon
- Mahler, Sinf. n. 9/Kindertotenlieder - Ludwig, Deutsche Grammophon
- Mascagni, Cavalleria rusticana - Cossotto/Bergonzi, Deutsche Grammophon
- Mendelssohn, Sinf. n. 1-5 - Berliner Philharmoniker, Deutsche Grammophon
- Mendelssohn Bruch, Conc. vl./Conc. vl. n. 1 - Mutter, Deutsche Grammophon
- Mozart, Conc. pf. n. 21 - Lipatti, Lucerne Festival Orchestra, Columbia
- Mozart, Conc. pf. n. 23 & 24 - Gieseking, Philharmonia Orchestra, EMI
- Mozart, Conc. fag. K.191/Conc. fl. K.313/Conc. clar. K.622/Conc. ob. K.314/Conc. fl. & ar. K. 299/Sinf. conc. K 297b - Berliner Philharmoniker, Deutsche Grammophon
- Mozart, Conc. cor. n. 1-4 - Brain, EMI
- Mozart, Conc. cor. n. 1-4 - Seifert, Deutsche Grammophon
- Mozart, Conc. vl. n. 3, 5 - Mutter, Deutsche Grammophon
- Mozart, Divert. K.136-138,247,251,287/Seren. K.525/Ad. & Fuga - Deutsche Grammophon
- Mozart, Divert. K.287/Seren. K.525 - Deutsche Grammophon
- Mozart, Così fan tutte - Schwarzkopf, Merriman, Simoneau, Panerai, Bruscantini - EMI
- Mozart, Don Giovanni - Ramey/Battle/Baltsa, Deutsche Grammophon
- Mozart, Flauto magico - Araiza/Mathis/Van Dam, Deutsche Grammophon
- Mozart, Nozze di Figaro - Stade/Van Dam/Cotrubas/Tomowa-Sintow/Krause, Decca
- Mozart, Messe K.427 - Hendricks/Schreier, Deutsche Grammophon
- Mozart, Requiem - Tomowa-S./Krenn, Deutsche Grammophon
- Mozart, Requiem/Adagio e fuga K.546 - Lipp/Dermota/Berry, Deutsche Grammophon
- Mozart, Requiem/Exsultate - Fricsay/Stader, Deutsche Grammophon
- Mozart, Requiem/Messa dell'incoronazione - Tomowa-Sintow/Baltsa, Deutsche Grammophon
- Mozart, Sinf. n. 29, 32, 33, 35, 36, 38-41 - Berliner Philharmoniker, Deutsche Grammophon
- Mozart, Sinf. n. 38, 39 - Berliner Philharmoniker, Deutsche Grammophon
- Mozart, Sinf. n. 40, 41 - Berliner Philharmoniker, Deutsche Grammophon
- Musorgskij, Boris Godunov - Ghiaurov/Vishnevskaya, Decca
- Musorgskij, Quadri (orch.)/Quadri (pf.) - Berman, Deutsche Grammophon
- Musorgskij Stravinskij, Quadri/Sagra della primavera - Deutsche Grammophon
- Prokof'ev, Sinf. n. 1, 5 - Deutsche Grammophon
- Prokof'ev Stravinskij, Sinf. n.5/Sagra - Deutsche Grammophon
- Puccini, Bohème - Freni/Pavarotti/Maffeo, Decca
- Puccini, Madama Butterfly - Freni/Pavarotti/Ludwig, Decca
- Puccini, Madama Butterfly - Callas/Gedda/EMI
- Puccini, Tosca - Ricciarelli/Carreras, Deutsche Grammophon
- Puccini, Tosca - Price/Di Stefano/Cava/Taddei, 1962 Decca
- Puccini, Turandot - Ricciarelli/Domingo, Deutsche Grammophon
- Ravel Debussy, Bolero/Mer/Prelude/Daphnis - Deutsche Grammophon
- Ravel Musorgskij, Bolero/Raps. espagnole/Quadri - Deutsche Grammophon
- Respighi Boccherini Albinoni, Fontane/Pini/Quintettino - Deutsche Grammophon
- Rimskij-Korsakov Čajkovskij, Shéhérazade/Capriccio/Ouv.1812 - Deutsche Grammophon
- Rossini Suppé, Ouvertures - Deutsche Grammophon
- Schoenberg, Verklärte Nacht/Pelleas - Deutsche Grammophon
- Schubert, Sinf. n. 8, 9 - Deutsche Grammophon
- Schubert, Sinf. n. 1-9, Rosamunde - Berliner Philharmoniker, EMI
- Schumann, Sinf. n. 1-4 - Berliner Philharmoniker, Deutsche Grammophon
- Schumann Grieg, Conc. pf. op.54/Conc. pf op.16 - Zimerman, Deutsche Grammophon
- Šostakovič, Sinf. n.10 - Deutsche Grammophon
- Sibelius, Conc. vl./Tapiola/Finlandia - Ferras, Deutsche Grammophon
- Sibelius, Finlandia/Cigno/Valse/Tapiola - Deutsche Grammophon
- Sibelius, Finlandia/Sinf. n.2 - Kamu, Deutsche Grammophon
- Sibelius, Sinf. n. 1-7 - Kammu/Helsinki SO, Deutsche Grammophon
- Sibelius, Sinf. n. 2/Finlandia/Valse tr. - Kamu, Deutsche Grammophon
- Sibelius, Sinf. n. 4, 5, 6, 7/Tapiola - Deutsche Grammophon
- Strauss,J., Bel Danubio/Eljen/Marcia pers. - Deutsche Grammophon
- Strauss,J., Pipistrello - Gueden/Kmentt/Berry, Decca
- Strauss,J., Radetzky-Marsch/Valzer - Deutsche Grammophon
- Strauss,J., Valzer e polke - Deutsche Grammophon
- Strauss,J., Valzer, marce e polke - Deutsche Grammophon
- Strauss,R., Cavaliere della Rosa - Schwarzkopf/Ludwig/Edelmann, EMI
- Strauss,R., Cavaliere della rosa - Tomowa-S./Baltsa/Moll, Deutsche Grammophon
- Strauss,R., Così parlò Zarat/Till/Don Juan - Decca
- Strauss,R., Don Quixote/Conc. corno n.2 - Hauptmann, Deutsche Grammophon
- Strauss,R., Musiche per orchestra/Vier letzte Lieder/Lieder - Tomowa-Sintow, Deutsche Grammophon
- Strauss,R., Poemi sinfonici - Deutsche Grammophon
- Strauss,R., Sinf. Alpi - Deutsche Grammophon
- Strauss,R., Vier letzte Lieder/Metamorfosi - Janowitz, Deutsche Grammophon
- Strauss,R., Vita d'eroe/Till Eulenspiegel - Deutsche Grammophon
- Strauss,R. Wagner, Vita d'eroe/Idillio di Sigfrido - Deutsche Grammophon
- Strauss,R., Le registrazioni analogiche complete - Karajan, Deutsche Grammophon
- Stravinskij, Sinf. salmi/Sinf. in do - Deutsche Grammophon
- Verdi, Aida - Tebaldi/Bergonzi, Decca
- Verdi, Aida - Freni/Baltsa/Carreras/Cappuccilli/Raimondi, EMI
- Verdi, Don Carlo - Freni/Carreras/Ghiaurov/Cappuccilli, EMI
- Verdi, Otello - Del Monaco/Tebaldi, Decca
- Verdi, Otello - Vickers/Freni/Glossop, EMI
- Verdi, Falstaff - Taddei/Panerai/Schwarzkopf/Moffo/Barbieri, EMI
- Verdi, Falsatff - Taddei/Kabaiwanska/Ludwig/Araiza, PHILIPS
- Verdi, Un ballo in maschera - Domingo/Barstow, Deutsche Grammophon
- Verdi, La Traviata - Moffo/Cioni/Sereni ARKADIA
- Verdi, Il trovatore - Di Stefano/Callas, 3-9 VIII 1956 Teatro alla Scala, Milano - EMI Records Ltd. 1957 - Digital remastering 1987
- Verdi, Il trovatore - Corelli/Price, Deutsche Grammophon
- Verdi, Il trovatore - Bonisolli/Price/Obrastzova/Cappuccilli/Raimondi - EMI
- Verdi, Ouvertures e preludi - Deutsche Grammophon
- Verdi Bruckner, Messa da requiem/Te Deum - Freni/Schreier, Deutsche Grammophon
- Vivaldi, Quattro stagioni - Schwalbé, Berliner Philharmoniker, Deutsche Grammophon
- Vivaldi, Quattro stagioni - Mutter, Wiener Philharmoniker, EMI
- Wagner, Maestri Cantori di Norimberga - Adam/Kollo - EMI
- Wagner, Tristan und Isolde- Modl/Vinay- ORFEO
- Wagner, Tristan Und Isolde - Chor der Deutschen Oper Berlin/Berliner Philharmoniker/Herbert von Karajan/Helga Dernesch/Christa Ludwig/Jon Vickers/Peter Schreier/Karl Ridderbusch, EMI
- Wagner, Anello del Nibelungo - Deutsche Grammophon
- Wagner, Crepuscolo degli dei - Ridderbusch/Dernesch, Deutsche Grammophon
- Wagner, Oro del Reno - Fischer-Dieskau/Kerns, Deutsche Grammophon
- Wagner, Ouv. Tann./Idillio/Tristano - Norman, Deutsche Grammophon
- Wagner, Ouvertures e preludi - Deutsche Grammophon
- Wagner, Ouvertures e preludi - Böhm/Jochum/Kubelik, Deutsche Grammophon
- Wagner, Parsifal - Hofmann/Vejzovic/Moll, Deutsche Grammophon
- Wagner, Sigfrido - Thomas/Helga Dernesch/Stolze, Berliner Philharmoniker, Deutsche Grammophon - Grammy Award for Best Opera Recording 1970
- Wagner, Walkiria - Vickers/Talvela/Veasey, Deutsche Grammophon
- Weber, Invito alla danza/Ouvertures - Deutsche Grammophon
- Webern Berg Schönberg, Passacaglia/Pezzi/Var.op.31 - Deutsche Grammophon
- Bergonzi, La voce sublime - Solti/Serafin/Santi, Decca
- Karajan, Adagio - Albinoni/Bach/Grieg/Mahler, Deutsche Grammophon - prima posizione in Norvegia ed ottava in Nuova Zelanda (oltre 4 milioni di copie vendute)
- Karajan, Celebri balletti - Gounod/Chopin/Čajkovskij, Deutsche Grammophon
- Karajan, Classici immortali - Albinoni/Vivaldi/Pachelbel, Deutsche Grammophon
- Karajan, Danza delle ore - Ponchielli/Mascagni/Giordano, Deutsche Grammophon
- Karajan, Intermezzi d'opera - Deutsche Grammophon
- Karajan, Invito alla danza - Weber/Berlioz/Liszt/Smetana, Deutsche Grammophon
- Karajan, Invito alla danza - Weber/Chopin/Brahms/Grieg, Deutsche Grammophon
- Karajan, Le registrazioni complete degli anni Sessanta - Edizione limitata di 82 CD + Libro di 200 pagine a colori, Deutsche Grammophon
- Karajan, The very best of Adagio Karajan - Deutsche Grammophon
- Karajan, Classic Karajan - The Essential Collection - Deutsche Grammophon
- Karajan, The opera recordings - Edizione limitata, 2015 Deutsche Grammophon
- Karajan, Le registrazioni di musica sacra e corale - Deutsche Grammophon
- Karajan Mutter, Tutte le registrazioni DG (1978-88) - Mutter, Deutsche Grammophon
- Conc. di Capodanno, Best of New Year's Concert vol.1 - Abbado/Muti/Maazel, Deutsche Grammophon
- New Year's Concert in Vienna 1987 - Wiener Philharmoniker, Herbert von Karajan, Deutsche Grammophon
- Conc. di Natale, Corelli, Locatelli, Gabrieli - Deutsche Grammophon
- Grandi cori d'opera, Verdi, Bizet, Wagner - Solti/Bonynge, Decca
- Lover's Adagios, I grandi classici romantici - Ashkenazy/Chailly/Solt, Decca

## DVD & BLU-RAY
- Beethoven, Missa solemnis - Tomowa-S./Tappy/VanDam, Deutsche Grammophon
- Beethoven, Sinf. n. 1-9 - Deutsche Grammophon
- Beethoven, Sinf. n. 7-9 - Janowitz/Ludwig, Deutsche Grammophon
- Bizet, Carmen (film 1967) - Bumbry/Freni/Vickers, Deutsche Grammophon
- Brahms, Requiem tedesco (Salisburgo, live, 1978) - Janowitz/Van Dam, Deutsche Grammophon
- Brahms, Sinf. n. 1-4 - Deutsche Grammophon
- Bruckner, Sinf. n. 8, 9/Te Deum - Tomowa/Baltsa/Rendall, Deutsche Grammophon
- Čajkovskij, Sinf. n. 4, 5, 6 - Deutsche Grammophon
- Mascagni Leoncavallo, Cavalleria rusticana/Pagliacci - Cossotto/Kabaivanska, Deutsche Grammophon
- Puccini, Bohème - Freni/Panerai/Raimondi, Deutsche Grammophon
- Puccini, Madama Butterfly - Freni/Domingo/Ludwig, Decca
- Puccini, Popular Puccini (Tosca/Bohème/Butterfly) - Bartoletti, Deutsche Grammophon
- Verdi, Messa da requiem - Cossotto/Pavarotti, Deutsche Grammophon
- Verdi, Otello - Vickers/Freni/Glossop, Deutsche Grammophon
- Verdi, Il trovatore (Vienna State Opera, 1978) - Piero Cappuccilli/Raina Kabaivanska/Fiorenza Cossotto/Plácido Domingo/José van Dam, direzione e regia Herbert von Karajan, Arthaus Musik
- Wagner, Oro del Reno - Stewart/Fassbaender, Deutsche Grammophon
- Karajan, Documentario per il 100º anniversario della nascita - Un film di Robert Dornhelm, Deutsche Grammophon
- Karajan, In concerto (+ Documentario di 60') - Weissenberg, Deutsche Grammophon
- Karajan, The second life. Prove di registrazione, riflessioni e conversazioni - Documentario, Deutsche Grammophon

## Matrimoni
Herbert von Karajan si sposò tre volte:
- Il 26 luglio 1938 sposò la cantante di operette Elmy Holgerloef, dalla quale divorziò nel 1942;
- Il 22 ottobre 1942 sposò Anna Maria "Anita" Sauest, nata Gütermann, figlia di un noto produttore di filo per macchine da cucire. Avendo un nonno ebreo, ella era considerata dai nazisti una Vierteljüdin, cioè ebrea per un quarto. Herbert ed Anita divorziarono nel 1958;
- Il 6 ottobre del 1958 sposò la modella francese Eliette Mouret[18][19], dalla quale ebbe due figlie, Isabella ed Arabella.

## Onorificenze

### Onorificenze straniere
- Premio Ernst von Siemens (1977)

### Documentari
- Impressions of Herbert von Karajan. A documentary on the Maestro at 70, directed by Vojtech Jasny, Unitel
- Karajan in Salzburg, a film by Susan Fraemke Peter Gelb Deborah Dickson, VHS, Deutsche Grammophon Video, 1988
- Herbert von Karajan 1908-1989. A portrait, a film by Gernot Friedel, DVD, ArtHaus-Musik, 1999
- Karajan - Beauty as I see it, a film by Robert Dornhelm, DVD, Deutsche Grammophon Video, 2008